# Museo del Vino di Ca' Rugate
Il Museo del Vino di Ca' Rugate è un museo privato specializzato che ha sede a Montecchia di Crosara, nella parte centrale della Val d'Alpone.

## Storia
Il museo, inaugurato nel 2008, ospita un'esposizione permanente che testimonia l'attività vitivinicola del Novecento, ed è situato all'interno della tenuta dell'Azienda Agricola Ca' Rugate, proprietà della famiglia Tessari, vignaioli fin dai primi anni del Novecento. 
Ristrutturata a partire dal 2006 dal restauratore di Beni Culturali Andrea Ciresola e ultimata nel 2008, il museo simula un'abitazione dei primi del Novecento con tutti gli attrezzi della quotidianità agricola e gli strumenti di lavoro dell'attività vitivinicola.

## Esposizioni
Il museo è suddiviso in sei sale dove sono esposti oltre 100 pezzi suddivisi per aree tematiche che documentano lo sviluppo del ciclo produttivo del vino. Simulando una casa e il suo cortile, all'esterno si trovano gli strumenti che per loro attitudine venivano lasciati nell'aia: il carretto, le gerle, il torchio e le diraspatrici.  
Tutti gli strumenti esposti all'interno del museo sono stati sottoposti a un intervento di restauro, non distanziandosi mai dai protocolli previsti per i restauri delle opere d'arte.
Il percorso museale continua nel granaio, dove sono visibili i sistemi di appassimento dell'uva secondo la tradizione locale, e termina con la visita alla bottaia, che ospita tutti i vini per la maturazione e l'affinamento del prodotto. 

## Riconoscimenti
Il Museo del Vino di Ca' Rugate è riconosciuto come museo di interesse regionale dalla Regione Veneto.